# Стерджис Хупер, Эллен
Э́ллен Сте́рджис Ху́пер (англ. Ellen Sturgis Hooper, 17 февраля 1812 года — 3 ноября 1848 года, Бостон, США) — американская поэтесса, одна из представительниц американского трансцендентализма.

## Биография
Родилась в Бостоне, штат Массачусетс, в семье состоятельного купца Уильяма Стерджиса и дочери высокопоставленного судьи Элизабет Дэвис. У Эллен был один брат и пять сестёр, одна из которых, поэтесса Кэролин Стерджис (англ. Caroline Sturgis), также принадлежала к «Трансцендентальному клубу». Мать, будучи женщиной независимой, всячески поощряла в дочерях саморазвитие. В 1837 году Эллен вышла замуж за терапевта Роберта Хупера, который, по мнению её подруги, знаменитой журналистки и писательницы Маргарет Фуллер, не соответствовал интеллектуальному статусу супруги. У пары родилось трое детей; младшая дочь поэтессы, Мариан, позже вышла замуж за американского писателя Генри Адамса.
Стихотворения Эллен Стерджис Хупер и её сестры Кэролин регулярно публиковались в известном литературном журнале The Dial, который в течение четырёх лет, с 1840 по 1844 год, служил своеобразным рупором идей трансценденталистов. Одним из редакторов этого журнала был основоположник трансцендентализма Ральф Уолдо Эмерсон, который был знаком с поэтессой лично и высоко оценивал её таланты.
Эллен Стерджис Хупер умерла в возрасте 36 лет от туберкулёза.

## Творчество
Практически все работы Эллен Хупер увидели свет благодаря публикациям в журнале The Dial. Самое известное стихотворение поэтессы, I slept and dreamed that life was Beauty, фактически не было ею озаглавлено — как, впрочем, и многие другие её работы. Писатель Джордж Уиллис Кук (англ. George Willis Cooke), известный по своим работам о представителях трансцендентализма, называл данное стихотворение одним из изящнейших проявлений этого философско-литературного течения.